# (8587) Ruficollis
(8587) Ruficollis ist ein Asteroid des inneren Hauptgürtels, der am 25. September 1960 von dem niederländischen Astronomenehepaar Cornelis Johannes van Houten und Ingrid van Houten-Groeneveld entdeckt wurde. Die Entdeckung geschah im Rahmen des Palomar-Leiden-Surveys, bei dem von Tom Gehrels mit dem 120-cm-Oschin-Schmidt-Teleskop des Palomar-Observatoriums aufgenommene Feldplatten an der Universität Leiden durchmustert wurden.
(8587) Ruficollis ist nach dem Zwergtaucher benannt, dessen wissenschaftlicher Name Tachybaptus ruficollis lautet. Zum Zeitpunkt der Benennung des Asteroiden am 2. Februar 1999 befand sich der Zwergtaucher auf der niederländischen Roten Liste gefährdeter Arten. Die Anfangsbuchstaben der Asteroiden (8585) Purpurea bis (8600) Arundinaceus bilden die Redewendung Per aspera ad astra.